# پارک شبه‌ملی نیسکو-شاکوتان-اوتارو
پارک شبه‌ملی نیسکو-شاکوتان-اوتارو (به لاتین: Niseko-Shakotan-Otaru Kaigan Quasi-National Park) یک منطقهٔ مسکونی در ژاپن است که در هوکایدو واقع شده‌است.